# Коростувата
Коростува́та — село в Україні, у Мамаївській громаді Чернівецького району Чернівецької області.

## Історія
З 24 серпня 1991 року село входить до складу незалежної України.
9 серпня 2017 року шляхом об'єднання сільських рад, село Коростувата увійшла до складу Мамаївської сільської громади.

## Населення

### Мова
Розподіл населення за рідною мовою за даними перепису 2001 року:
| Мова       | Кількість | Відсоток |
| ---------- | --------- | -------- |
| українська | 225       | 100%     |

## Природоохоронні території
Біля села розташований Глиницький заказник.